# Camponotus nadimi
Camponotus nadimi é uma espécie de inseto do gênero Camponotus, pertencente à família Formicidae.